# Catalogue de Caldwell
Pour les articles homonymes, voir Caldwell.

Catalogue Caldwell complet.

Le catalogue de Caldwell est un catalogue astronomique regroupant 109 amas stellaires, nébuleuses et galaxies. Il est destiné à aider les astronomes amateurs dans leurs observations. La liste a été compilée par Patrick Moore Caldwell, pour compléter le catalogue de Messier.

## Description
Le catalogue de Messier est fréquemment utilisé par les astronomes amateurs comme liste d'objets du ciel profond intéressant pour les observations, mais Moore a remarqué que la liste n'intègre pas de nombreux objets brillants du ciel profond, bien qu'y figurent quand même les Pléiades. De plus, Moore a observé que le catalogue de Messier, compilé à partir d'observations dans le seul hémisphère nord, exclut les objets lumineux du ciel profond de l'hémisphère sud, comme Omega Centauri, Centaurus A, la Boîte à bijoux et 47 Tucanae,. Il a rapidement dressé une liste de 109 objets (en fonction du nombre d'objets dans le catalogue de Messier) et l'a ensuite publiée dans Sky & Telescope en décembre 1995.
Depuis sa publication, la popularité du catalogue et son utilisation par les astronomes amateurs vont croissant. Les petites erreurs de compilation de la version originale de 1995 ont depuis été corrigées. Exceptionnellement, Moore utilise l'un de ses noms pour nommer la liste, et le catalogue adopte "C" pour renommer des objets ayant des appellations plus communes.
Comme indiqué plus haut, la liste a été compilée à partir d'objets déjà identifiés par des astronomes professionnels et couramment observés par les astronomes amateurs. Contrairement aux objets du catalogue de Messier, qui sont énumérés dans l'ordre où ils ont été découverts, le catalogue Caldwell est ordonnée par déclinaison, C1 étant l'objet le plus au nord et C109 le plus méridional, bien que deux objets (NGC 4244 et les Hyades) soient énumérés hors séquence. La liste initiale a aussi identifié de manière incorrecte S Norma Cluster (NGC 6087) en tant que NGC 6067 et catalogué de manière incorrecte Lambda Centauri (IC 2944) comme Gamma Centauris.
Une progression naturelle pour les astronomes amateurs qui souhaitent observer les objets du ciel profond devrait consulter le catalogue de Messier, puis le catalogue Caldwell, pour terminer par le catalogue Herschel 400. À la fin de cet exercice l'observateur aurait vu près de 600 objets. Bien qu'il y ait 618 objets répertoriés dans ces trois catalogues, le catalogue Herschel 400 contient quelques objets des catalogues Messier et Caldwell.